# Évêque de Brisson
Cyanoloxia brissonii
Espèce
Statut de conservation UICN

 LC  : Préoccupation mineure
L'Évêque de Brisson (Cyanoloxia brissonii) est une espèce de passereaux de la famille des Cardinalidae.
Les noms suivants furent aussi utilisés pour le nommer : Pape outremer, Grosbec outremer, Évêque bleu du Brésil.
Le nom de cet oiseau commémore le zoologiste français Mathurin Jacques Brisson (1723-1806).

## Répartition

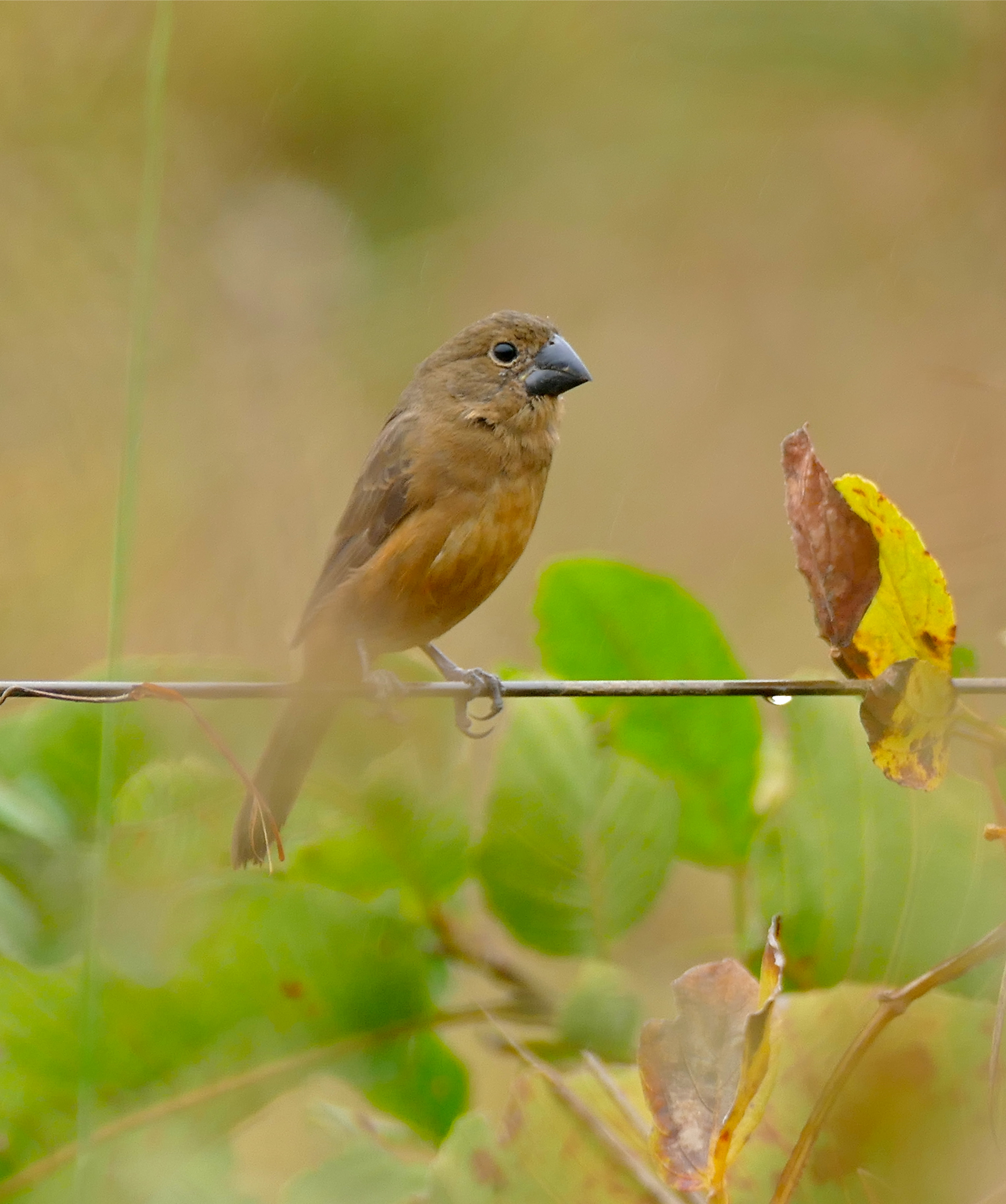
femelle

Cet oiseau vit en Amérique du Sud : Argentine, Bolivie, Brésil, Paraguay, Uruguay, avec une population disjointe en Colombie et au Venezuela.

## Habitats
Ses habitats sont les forêts sèches et humides de basse altitude, ainsi que la brousse sèche.

## Sous-espèces
Cet oiseau est représenté par cinq sous-espèces :
- Cyanocompsa brissonii argentina (Sharpe) 1888 ;
- Cyanocompsa brissonii brissonii (Lichtenstein) 1823 ;
- Cyanocompsa brissonii caucae Chapman 1912 ;
- Cyanocompsa brissonii minor Cabanis 1861 ;
- Cyanocompsa brissonii sterea Oberholser 1901.